# 魏氏多鰭魚
魏氏多鰭魚，俗名薩伊恐龍，為輻鰭魚綱多鰭魚目多鰭魚科的其中一種。

## 分布
本魚分布於非洲剛果河中游流域。

## 特徵
本魚體延長呈圓柱狀，體色為灰褐色，腹部為米黃色，成魚背部會呈現淺墨綠色澤，體側前後具有不規則深色花紋。各魚鰭皆有大理石般的花紋及深色斑點，雙顎約略等長，背鰭硬棘9至11枚；臀鰭軟條10至14枚，體長可達54公分。

## 生態
本魚棲息在河流氾濫的區域，屬肉食性，以魚類、甲殼類及水生昆蟲等為食。能呼吸空氣而且如此能容忍溶氧量低的集中，仔魚具有外鰓。

## 經濟利用
可做為觀賞魚。